# Tranvia di Cincinnati
La tranvia di Cincinnati (in inglese conosciuta come Cincinnati Bell Connector) è la tranvia che serve la città di Cincinnati, nello Stato dell'Ohio. È gestita dalla Southwest Ohio Regional Transit Authority (SORTA) e dalla Transdev.
La linea si sviluppa attraverso i quartieri di Downtown e Over-the-Rhine ed è lunga 5,8 km con un totale di 18 fermate. I lavori di costruzione ebbero inizio il 17 febbraio 2012 con la posa della prima pietra e il 9 settembre 2016 la linea fu aperta al pubblico, trasportando nei primi tre giorni 50 000 passeggeri.

## Il servizio
La tranvia è attiva sette giorni su sette, con un servizio ridotto la domenica. Le frequenze variano tra 12 e 15 minuti.